# 1913 au Québec
Cet article traite des événements survenus en 1913 au Québec. 

## Événements

### Janvier
- 10 janvier : Montréal inaugure son premier Salon de l'automobile où, selon Le Devoir, la Cadillac semble être la voiture la plus populaire[1].
- 16 janvier : Joseph-Émery Phaneuf (en) et Alfred-Joseph Bissonnet, deux libéraux, remportent facilement les élections partielles de Bagot et de Stanstead[2].

### Février
- 13 février : à la Chambre des communes, le projet de loi du premier ministre du Canada, Robert Borden, est voté en première lecture malgré la controverse qu'il suscite dans le Canada français. Il prévoit un don de 35 millions de dollars à l'Angleterre, ce qui permettrait à celle-ci de construire trois cuirassés[3].

### Mars
- 3 mars : à la suite du vote positif en deuxième lecture, le député conservateur Frederick Monk demande un plébiscite pancanadien sur la question de la marine[4].
- 10 mars : pour une deuxième année consécutive, les Bulldogs de Québec remportent la Coupe Stanley par deux parties à zéro contre les Milionaires de Sydney[5].
- 27 mars : Le Droit d'Ottawa commence à paraître. Son premier but est de lutter contre le Règlement 17, empêchant les Franco-Ontariens d'étudier en français dans leur province[6].

### Avril
- 11 avril : Olivar Asselin devient président de la Société Saint-Jean-Baptiste de Montréal[7].
- 21 avril : création du diocèse de Mont-Laurier[8].

### Mai
- Mai : Alphonse Desjardins est nommé Commandeur de Saint-Grégoire-le-Grand par le pape Pie X[9].
- 15 mai : la loi Borden sur la marine est votée en troisième lecture à la Chambre des communes[10].
- 30 mai : le Sénat canadien, à majorité libérale, bloque l'adoption de la loi Borden[10].

### Juin
- 1er juin : l'Hôpital Saint-François d'Assise est inauguré à Québec[11].
- 2 juin : les libéraux Lucien Cannon et Lucien Trahan remportent les élections partielles de Dorchester et Nicolet[12].
- 22 juin : près de 18 000 personnes manifestent à Ottawa contre le Règlement 17 de l'Ontario[13].
- 24 juin : la Société Saint-Jean-Baptiste de Montréal lance une souscription pour la lutte contre le Règlement 17[14].

### Juillet
- 24 juillet : une explosion dans la chambre à nitroglycérine de la poudrerie de Belœil fait 7 morts[15].

### Août
- 16 août : François-Xavier Brunet devient le premier évêque de Mont-Laurier[16].

### Septembre
- 1er septembre : lors d'un voyage au Royaume-Uni, le député nationaliste Armand Lavergne fait un discours à Windsor, où il déclare que la politique canadienne doit favoriser ses intérêts avant ceux de la Grande-Bretagne[17].
- 25 septembre : le journal radical Le Pays est condamné formellement par l'archevêque Paul Bruchési pour avoir demandé une réforme du système d'éducation. Il l'accuse de nuire aux intérêts religieux et interdit sa lecture « à tous les catholiques du diocèse »[18].

### Octobre
- 11 octobre : le candidat conservateur James Morris remporte l'élection partielle fédérale de Châteauguay[19].
- 23 octobre : à Québec, le premier ministre canadien Robert Borden inaugure la construction du nouvel Hôtel des Postes face au Parc Montmorency[20].
- 27 octobre : ouverture de la cinquième conférence interprovinciale à Ottawa. Les provinces s'entendent pour demander des subventions plus importantes du gouvernement fédéral[21].

### Novembre
- 10 novembre : les libéraux Marcellin Robert et Andrew Philps (en) remportent les élections partielles de Saint-Jean et de Huntingdon[22].
- 11 novembre : la deuxième session de la 13e législature (en) s'ouvre en présence de Wilfrid Laurier. La toile de Charles Huot représentant une séance du premier parlement canadien est maintenant installée au-dessus du fauteuil de l'orateur de l'Assemblée législative[23].
- 14 novembre : la ville de Québec annexe le quartier Montcalm[24].
- 21 novembre : un incendie détruit une centaine de maisons à Sainte-Marie-de-Beauce. Les dégâts sont évalués à 300 000 $[25].
- 25 novembre : le trésorier Peter Mackenzie présente un budget de 8 400 000 $ avec un surplus de 400 000 $[26].

### Décembre
- 15 décembre : une nouvelle manifestation d'appui aux Franco-Ontariens a lieu au Monument national de Montréal[27].

## Naissances
- Léonidas Bélanger (généalogiste) († 1986)
- Jacques Boucher (homme de loi) († 1989)
- Marcel Choquette (sculpteur) († 26 novembre 1971)
- 7 mars - Dollard Ménard (militaire) († 14 janvier 1997)
- 4 avril - Jules Léger (ancien gouverneur général du Canada) († 22 novembre 1980)
- 25 mai - Claude Jodoin (syndicaliste) († 1er mars 1975)
- 12 juin - Jean Victor Allard (militaire) († 23 avril 1996)
- 18 juin - Françoise Loranger (poétesse et écrivaine) († 6 avril 1995)
- 26 juillet - Roland D'Amour (acteur) († 25 septembre 1993)
- 29 août - Marcel Gamache (scénariste) († 10 mai 1995)
- 11 novembre - William Commanda (leader amérindien) († 3 août 2011)
- 29 novembre - Rolland Bédard (acteur) († 7 mai 1987)
- 2 décembre - Léo Rivest (acteur) († 24 mai 1990)

## Décès
- 29 janvier - François L. Désaulniers (politicien) (º 19 septembre 1850)
- 28 avril - Thomas-Philippe Pelletier (en) (politicien) (º 22 décembre 1823)
- 8 juillet - Louis Hémon (écrivain) (º 12 octobre 1880)
- 16 juillet - Thomas-Étienne Hamel (personnalité religieuse) (º 28 décembre 1830)
- 6 septembre - Henri Menier (industriel, propriétaire de l'île d'Anticosti) (º 14 juillet 1853)